# 흙 (소설)
《흙》은 춘원 이광수가 1932년 동아일보에 연재한 한국 농촌 계몽 소설이다.

## 등장인물
- 허숭: 주인공. 농촌 계몽을 위해 헌신한다.
- 윤정선: 허숭의 아내다.
- 유순: 순박한 시골 처녀.
- 김갑진: 동경재대출신으로 인텔리이다. 허숭이 벌이는 농촌 계몽사업을 깔보고 농민들을 무지한 존재로 생각한다. 그러나 허숭의 영향으로 그도 농촌 계몽 사업에 뛰어들게 된다.
- 한민교: 교직자.
- 이건영: 미국에서 박사 학위를 받았다.
- 유정근: 시골 부잣집 아들. 동경으로 유학을 다녀왔다.
- 작은갑: 농민.
- 서선희: 정선의 친구.

## 문학적 의의
농촌 계몽이라는 시대적 요구를 다뤄 작가의 인도주의적 귀농 사상을 표현했다.

## 같이 보기
- 《흙 (1960년 영화)》 - 이 소설을 바탕으로 한 영화